# Gangliona cista
Gangliona cista, higrom ili sinovijalna cista (u narodu poznata i kao mrtva kost) je benigna tumorska lezija na zglobovima u obliku izbočina ispunjena tečnošću i povezana sa omotačem zgloba ili tetive. Najčešće se javljaju na zadnjem delu zgloba, a potom i na prednjem delu zgloba. Njen razvoj često traje mesecima. Obično je asimptomatska. Povremeno se može javiti bol ili ukočenost zgloba. Komplikacije mogu uključivati sindrom karpalnog tunela.
Uzrok nije poznat. Smatra se da osnovni mehanizam uključuje oštećenje sinovijalne membrane, najčešće nakon fizičkog naprezanja. Dijagnoza se obično zasniva na propuštanju svetla kroz kroz leziju i radiografskom snimanju, kako bi se isključili drugi potencijalni uzroci.
Terapija se zasniva na operativno uklanjanju ciste, u lokalnoj anesteziji ili kod male dece, u uslovima opšte anestezije.

## Epidemiologija
Incidencija ganglione ciste je 3 : 10.000 osoba godišnje. Najčešće se formira kod osoba starosti od 20 do 50 godina. Tri tri puta se češća javlja kod žena nego kod muškaraca.

## Etiologija
Uzrok nastanka gangliona cista za zasada je nepoznat, iako se zna mehanizam njenog nastanka, a to je: prekomerno nakupljanje sinovijalne tečnosti, koja podmazuje zglobove i tetive i olakšava kretnje zgloba uz istovremeno smanjenje trenja koje može dovesti do oštećenja zglobnih struktura.
Pretpostavlja se da do preteranog nakupljanja sinovijalne tečnosti dolazi zbog mikrotrauma koje deluju u području zgloba ili učestalog ponavljanja određenog pokreta, kao što je to npr. slučaj kod nekih zanimanja (vodoinstalateri, mehaničari, krojačice…) ili sportista.
Često se ganglioni može razviti i na zglobovima osoba koje boluju od artritisa.
Nakupljanje sinovijalne tečnosti oko zgloba formira tumefakciju u obliku okruglaste ganglione ciste koja postepeno raste, vezana malenom peteljkom za tetivu ili zglob. Ponekad ganglion može ostati neprimećen, ili se na zglobovima ruku često javlja u vidu ispupčenja ili kao neobična i estetski neugledna izraslina na koži.
Ganglion je obično izolovan, odnosno nastaje samo na jednom mjestu, u 65% slučajeva na metakarpalnim zglobovima šake.

## Klinička slika
Ganglione ciste se mogu pojaviti na:
- bilo kojem zglobu ili tetivami, ali najčešće se nalaze na dorzumu skafolunatnog zgloba, potom na volarnom zglobu,
- pregibnim zglobovima fleksora, a kada se nalaze na distalnim interfalangealnim (DIP) zglobovima, i nazivaju se sluznom ili sinovijalnom cistom[19][20]
- dorzalnim zglobovima, i u 75% se povezuje sa dorzalni skafolunatni interossealni ligament.[19]

Mnogi pacijenti koji su mjesecima ili čak godinama imali asimptomatske ciste mogu se pojaviti s novorazvijenom boli ili ograničenjem aktivnosti.  
Koža iznad ciste je nepromenjena, ali sama masa ispod nje je nestišljiva, pokretna i transiluminatna. Kod volarnog karpalnog gangliona, prisutna je kompresija medijalnih živčanih kožnih grana, što može izazvati senzornu ili motornu nervnu paralizu i zahteva hirurško uklanjanje.
Mukozna cista, na distalnim interfalangealnim zglobovima na dorzumu ruke, najčešće je povezana sa osteoartritisom i može vršiti pritisak na germinalni matriks i uzrokovati malformaciju nokta. Za razliku od gangliona u zglobu, ciste na sluzokoži mogu uzrokovati istanjenje njenog zida i dovesti do pucanja kože. Pacijenti koji imaju ciste na sluznici mogu se žaliti na bol; međutim, uzrok bola često je povezani sa osteoartritisom, a ne samom cistom.
Ganglionske ciste takođe se mogu povezati sa tetivom i tada prianjaju za tenosinoviju.
Gangliona cista unutar kosti, nazvane interosealne ciste, najčešće utiče na funkciju šake i zahtijevaju otvorenu operaciju za uklanjanje; Zbog toga je važno tačno utvrditi da li je cista uzrok bola.

## Dijagnoza
Iako se rendgenski snimci mogu koristiti da bi se isključila bilo kakva srodna intrakoštana manifestacija, oni će generalno biti neupadljiva.
MRI obično nije indikovana za ganglijske ciste osim ako postoji zabrinutost za mogući solidni tumor, kada će MRI pokazati dobro ograničenu masu sa ujednačenim intenzitetom tečnosti na T2 ponderisanom snimku.
Ultrazvuk se može koristiti da se cista razlikuje od vaskularne malformacije i da se izbegne slučajna punkcija radijalne arterije tokom aspiracije ciste iglom.

## Terapija
Ako je gangliona cista asimptomatska (ne uzrokuje bol i druge neprijatne simptome), nije je potrebno lečiti, jer se ponekad može samostalno povući ili nestati. Izuzetno ove ganglione treba lečiti ako predstavlja estetski problem pacijentu, pa on insistira na njihovom uklanjanju.
U narodnoj medicini često se ganglion lečio udaranjem tupim predmetom kako bi puknuo, što se pokazalo obeshrabrujuće, a ponekad i štetno. Ova vrsta lečenja danas je strogo zabranjuje jer može dovesti do opasnih upala i oštećenja.
Kod prve i lakše pojave ganglion lečenje se može pokušati imobilizacijom zgloba kao kod iščašenja, određen broj dana. Treba imati u vidu da ova vrsta terapije nije uvek uspešna.
Jedna od metoda lečenja je aspiracija, odnosno izvlačenje nakupljene tečnosti medicinskim špricom, nakon koje se u cistu ubrizgava lek na bazi kortikosteroida koji treba da spreči pojavu upale. Oporavak nakon intervencije uključuje mirovanje u trajanju od nekoliko dana. Aka dođe do recidiva, odnosno ponovne pojave gangliona, ponovna aspiracija i ubrizgavanje kortikosteroida se izbegava zbog njihovih mogućih neželjenih dejstava, kao što su depigmentacija i atrofija kože.
Hirurška terapija
Manji ganglioni mogu se operisati endoskopski, odnosno kroz dva mala okrugla reza na koži, pri čemu se kroz jednu rupicu uvodi kamera, a kroz drugu operativni instrument kojim se ganglion uklanja.
Kod većih ili složenijih gangliona potreban je klasični hirurški rez veličine nekoliko santimetara, kroz koji se ganglion može preciznije odstraniti. Nakon hirurškog zahvata potrebno je operisani zglob imobilisati 7-10 dana, uze eventualnu upotrebu antibiotika, kako bi se sprečila infekcija.

## Prognoza
Uklanjanje gangliona špricom, odnosno aspiracijom, uspešno je u otprilike 70% slučajeva. Međutim, nakon ove metode ganglion može da se povrati u narednih nekoliko godina.
Nešto sigurnije je hirurško uklanjanje gangliona čija je uspešnost od 70 do 85%. Nakon operacije, u nešto više od 10% slučajeva dolazi do povratka gangliona.
Iako vrlo retko, nakon hirurškog odstranjivanja gangliona može jatrogeno nastati poremećaj u funkcionisanju zgloba.

## Galerija
- Cyst on right wrist
- Cyst on dorsum of right foot
- Small cyst on right index finger
- Cyst on a finger
- small cyst on thumb lanced with red-hot needle
- Ganglion cyst on the palmar side of the left wrist

## Spoljašnje veze
- American Academy of Orthopaedic Surgeons - Ganglions cyst of the wrist
- Canadian Centre for Occupational Health and Safety - Ganglion cyst

|  | Molimo Vas, obratite pažnju na važno upozorenje u vezi sa temama iz oblasti medicine (zdravlja). |